# Sanatorium pod klepsydrą
Sanatorium Pod Klepsydrą (en polonès El sanatori sota el rellotge de sorra) és una novel·la de l'escriptor i pintor polonès Bruno Schulz, publicada l'any 1937.

## Introducció de la trama
La novel·la pren la forma d'una col·lecció de contes onírics i poètics que reflexionen sobre la mort del pare del narrador, així com sobre la vida al modest barri jueu de Drohobycz, la ciutat de província de l'Imperi austrohongarès on va néixer Schulz. El rellotge de sorra del títol fa referència a l'ús d'aquest objecte com a símbol en els obituaris i els avisos de defunció entre els polonesos.

## Resum de la trama
A "La darrera fugida del pare", la història final de la novel·la, Schulz fa una referència explícita a La transformació de Franz Kafka (Schulz va ajudar a la seva antiga nòvia a traduir El procés de Kafka al polonès, traducció de la qual Schulz va fer una introducció). El negoci del vell ha estat liquidat i totes les seves funcions i autoritats han estat assumides per la seva dona o familiars. Fins i tot la bonica i jove minyona polonesa Adela ha marxat i ha estat substituïda per Genya, "anèmica, pàl·lida i desossada,... i tan distreta que de vegades feia una salsa blanca amb cartes i factures antigues". La resposta del pare és convertir-se primer en paper de paret, després en una peça de roba i, finalment, en un gran insecte semblant a un cranc que, a diferència de la víctima passiva de Kafka, corre per casa, buscant sense parar alguna cosa. La seva dona pot agafar la criatura amb el seu mocador de vegades, però no pot agafar-lo. Un dia, però, s'ha d'haver aconseguit perquè el pare apareix al dinar, com a plat principal, després del qual s'escapa de la taula, per no ser vist mai més.

## Adaptacions al cinema, a la televisió o al teatre
- Sanatorium pod klepsydrą, una pel·lícula de 1973 basada en diverses històries de Schulz.
- Sanatorium Under the Sign of the Hourglass, una pel·lícula del 2024 dels germans Quay que combina animació en stop-motion i imatge real.[2][3][4]

## Música inspirada en aquesta obra
- Sanatorium Under the Sign of the Hourglass: A Tribute to Bruno Schultz - The Cracow Klezmer Band Plays John Zorn, interpretada per The Cracow Klezmer Band. Composta per John Zorn. Tzadik Records TZ-7349
- El 19 de novembre de 2024 (82è aniversari de l'assassinat de Bruno Schulz), el compositor Timothy Nelson va publicar Always Night Here (Music Inspired by the Writings & Drawings of Bruno Schulz, Volume One), Ghost Print Of It (Music Inspired by the Writings & Drawings of Bruno Schulz, Volume Two), Nest Upended (Music Inspired by the Writings & Drawings of Bruno Schulz, Volume Three), i Slowly Rising Swallow (Music Inspired by the Writings & Drawings of Bruno Schulz, Volume Four), quatre volums de música gravats entre el 2007 i la banda sonora de la tercera pel·lícula dels germans Quay del 2004 Sanatorium Under the Sign of the Hourglass.[5][6][7][8]